# Villa Dr.-Külz-Straße 25 (Radebeul)
Die Villa Dr.-Külz-Straße 25 ist eine „prachtvolle neobarocke Villa in einem Park mit […] Gartenarchitektur“ im Stadtteil Niederlößnitz der sächsischen Stadt Radebeul. Das Gebäude entwarf möglicherweise der Architekt Oskar Menzel um 1908. Die eingereichten Baupläne wurden durch den ortsansässigen Baumeister Adolf Neumann unterschrieben und eingereicht, der damit als Ersteller des Gebäudes anzusehen ist.

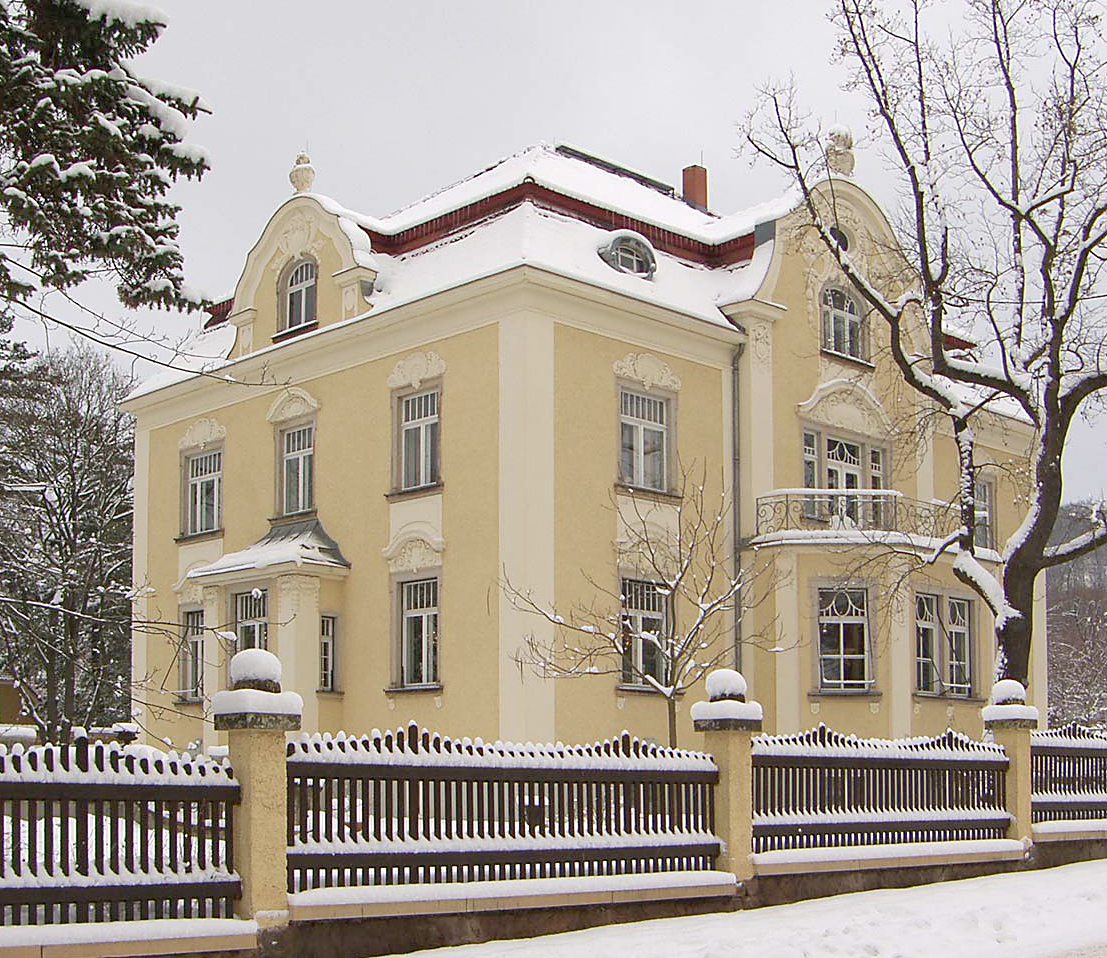
Villa Dr.-Külz-Straße 25

## Beschreibung

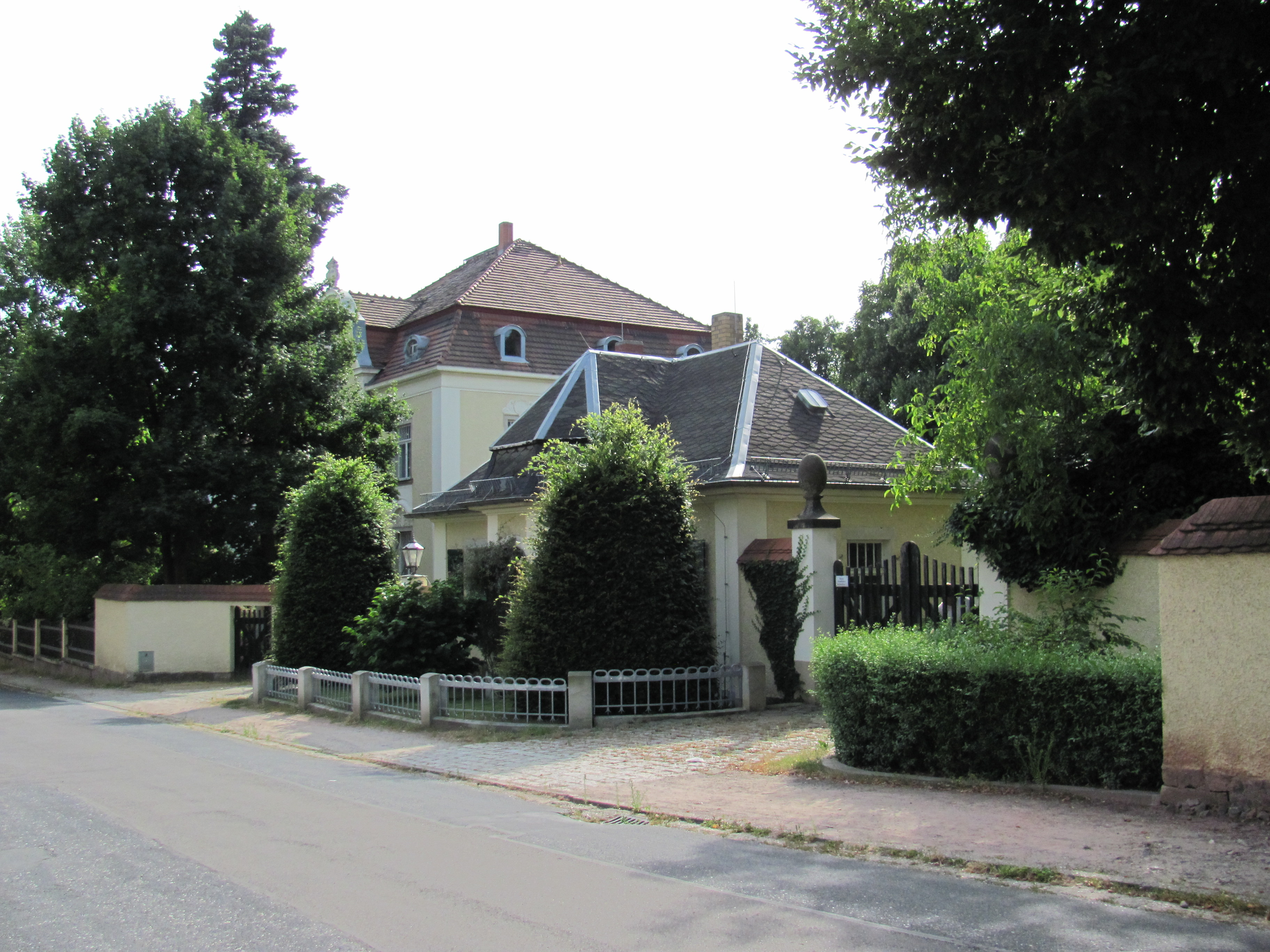
„Kavaliershaus“ und Villa

Die zweigeschossige, mitsamt Garten mit Brunnenanlage, Terrassen und Einfriedung sowie zwei weiteren Einzeldenkmalen („Kavaliershaus“ und Remise) unter Denkmalschutz stehende Villa hat zur Straße eine symmetrisch angelegte Ansicht mit einem Mittelrisalit mit einem hohen, geschweiften Giebel mit einer Vasenbekrönung. Vor dem Risalit steht ein eingeschossiger, polygonaler Vorbau mit einem Austritt obenauf, umgeben von einem barockisierenden schmiedeeisernen Gitter. Oben auf dem Gebäude befindet sich ein Mansarddach.
Weitere solche Vorbauten sowie Terrassen finden sich in der Seiten- und der Rückansicht. In der Rückansicht steht ein weiterer, breiter Mittelrisalit mit einer Korbbogennische im Obergeschoss sowie einem vorgelagerten Söller. In diesem finden sich Korbbogenfenster, während die meisten anderen Fenster rechteckig sind. In der rechten Seitenansicht befindet sich der Eingang in dem dortigen Vorbau, der über eine Freitreppe zu erreichen ist.
Das Gebäude ist differenziert verputzt, es hat Ecklisenen und Stuckreliefs über den Fenstereinfassungen und in den Giebeln.
Rechts der Villa wird das Denkmalsensemble an der Straße durch ein eingeschossiges Nebengebäude in der Art eines Kavaliershauses ergänzt. Es hat ein Walmdach sowie einen polygonalen Vorbau mit Mansarddach. Auf der gleichen Grundstücksseite steht im Hintergrund eine ebenfalls denkmalgeschützte Remise mit einer korbbogigen Einfahrt und ebensolchen Fenstern, obenauf ein Walmdach mit Dachreiter. Beide Gebäude sind differenziert und mit Lisenen verputzt.
Vor der linken Seitenansicht der Villa steht ein freistehender, dreischaliger Kaskadenbrunnen mit barockisierendem Grottenwerk. Der Garten ist als denkmalpflegerische Nebenanlage gekennzeichnet.

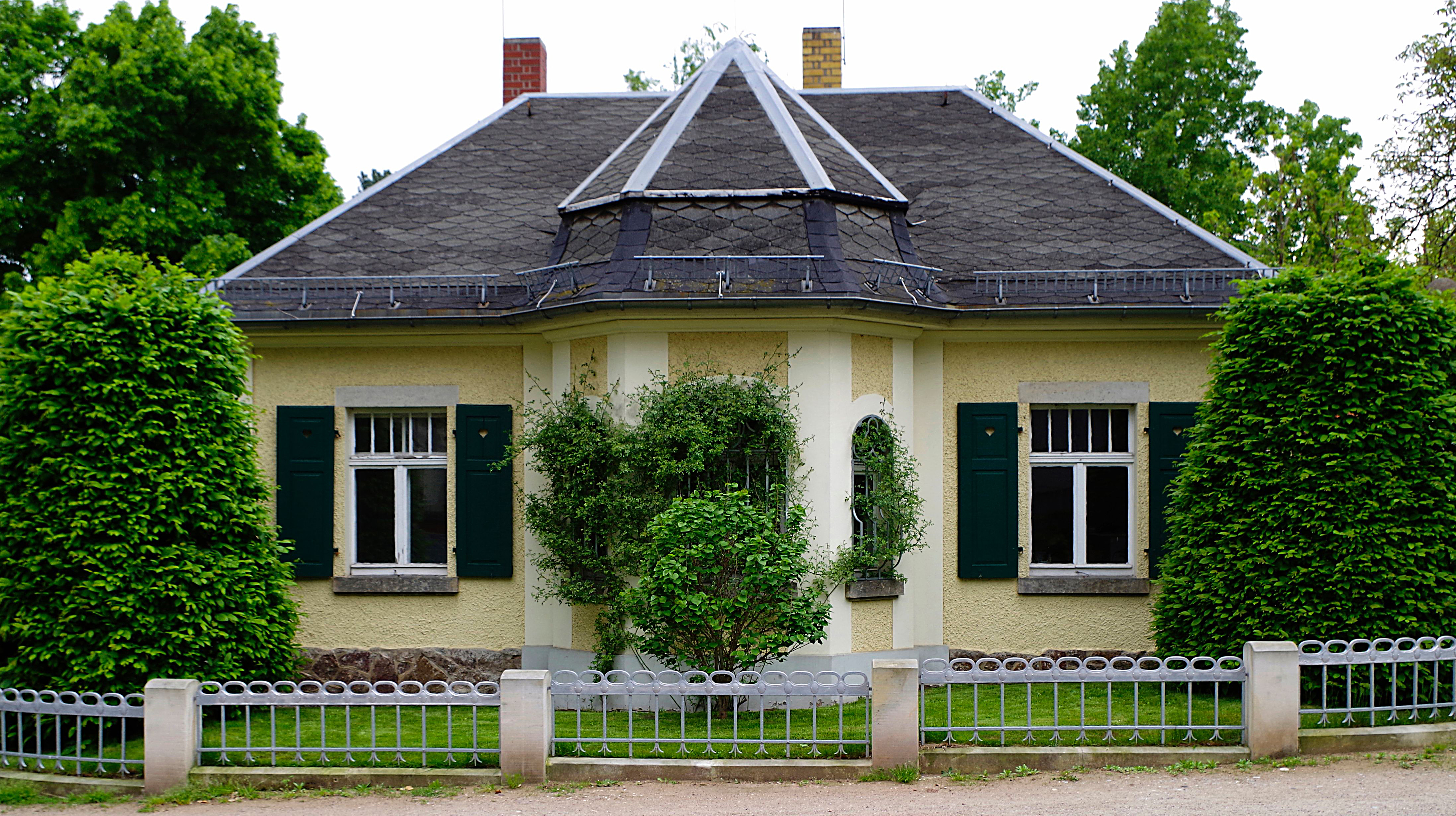
„Kavaliershaus“ an der Straße
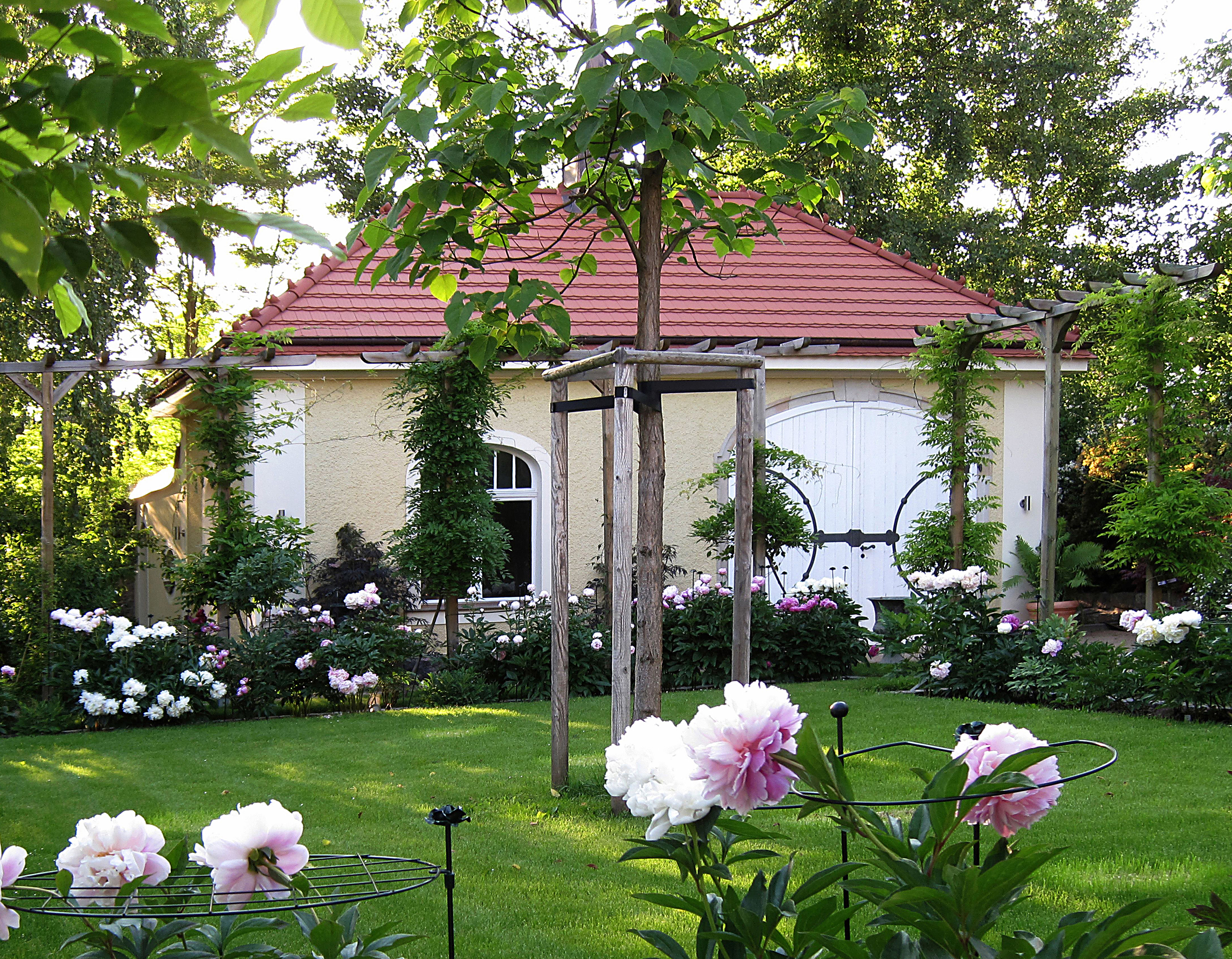
Remisengebäude im Grundstücksinneren
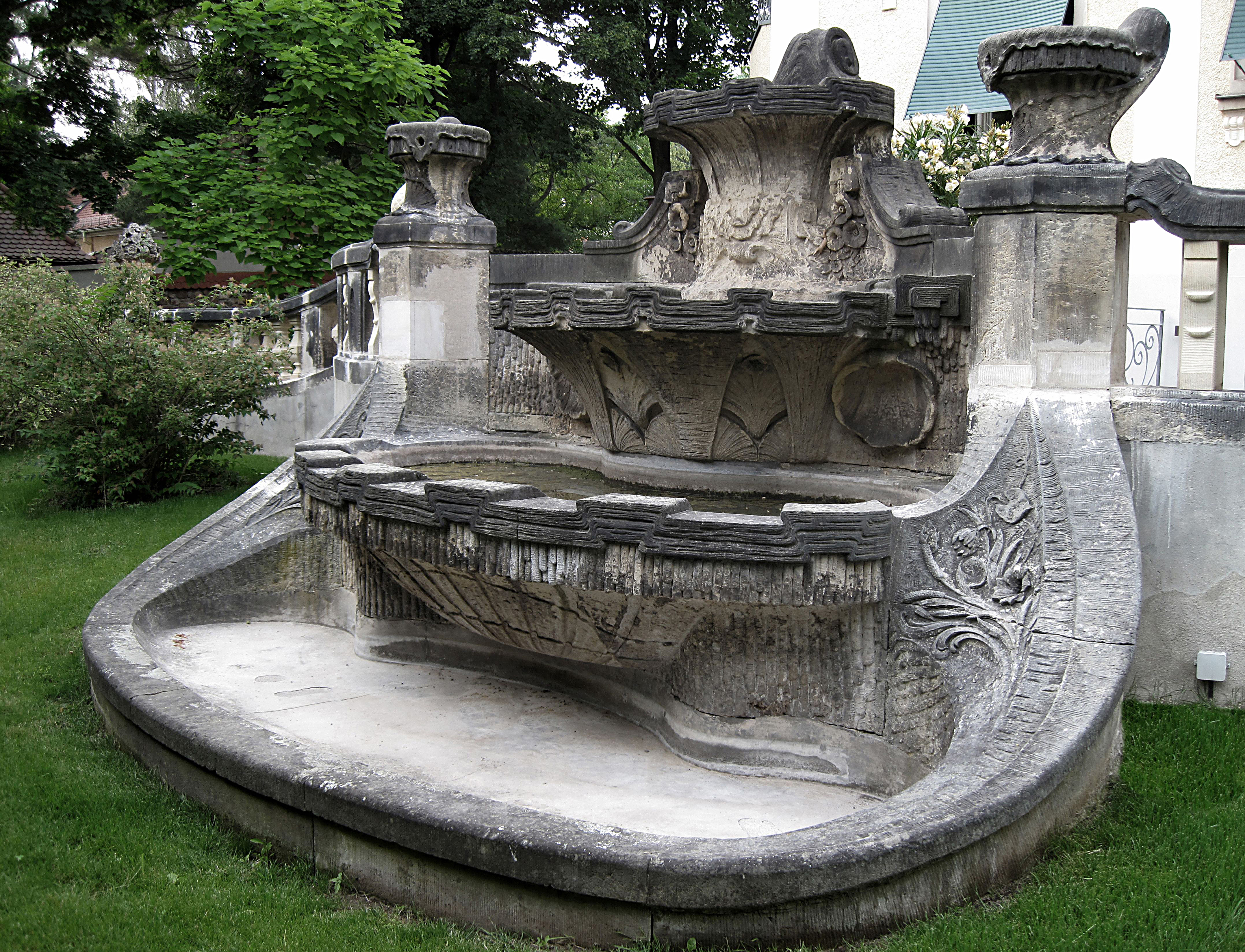
Kaskadenbrunnen an der Villa

## Geschichte
Im Adressbuch von 1907 war das Grundstück (Grüne Straße 25) noch unbebaut. Im Adressbuch von 1908 war das Grundstück dann bebaut und Adolf Neumann mit Unternehmenssitz in der damaligen Karolastraße 11 als Eigentümer eingetragen, jedoch ohne weitere Einmieter. Im Folgejahr, nachdem Neumanns Bauunternehmen an seinen Nachfolger Felix Sommer übertragen war, verzeichnete das Adressbuch als neuen Hauseigentümer den Ingenieur Karl Märky.
Ab 1979 stand das Gebäude unter der Bezeichnung Klinik als Denkmal der Architektur unter Denkmalschutz.